# Йоаникий Сисанийски
Йоаникий (на гръцки: Ιωαννίκιος, Йоаникиос) е гръцки духовник, сисанийски митрополит в Сятища на Цариградската патриаршия от 1811 до 1835 година.

## Биография
Роден е в Митилини. На 12 март 1811 година е ръкоположен в патриаршеския храм „Свети Георги“ за сисанийски и сятищки митрополит. Ръкополагането е извършено от митрополит Макарий Кизически.
Митрополит Йоаникий води разумна политика и успява да предотврати въставането на Сятища в 1821 година по време на Гръцката война за независимост и така заедно с други първенци като Георгиос Ньоплиос го спасява от съдбата на Негуш. Умира в Солун, където е погребан.
Умира на 14 април 1835 година в Солун.